# Live in Midgård
Live in Midgård (ang. Na żywo w Midgård) – wydany w 2002 r. dwupłytowy album szwedzkiego zespołu Therion. Jest to album koncertowy, pierwszy w historii grupy. Zebrany materiał pochodzi z tras koncertowych w Kolumbii, Węgier i Niemiec.

## Okładka
Autorami okładki są Axel Jusseit i Thomas Ewerhard.

## Lista utworów

### CD1
1. „Ginnungagap”
2. „Invocation of Naamah”
3. „Birth of Venus Illegitima”
4. „Enter Vril-Ya”
5. „Riders of Theli”
6. „Symphony of the Dead”
7. „A Black Rose”
8. „The Return”
9. „Baal Reginon”
10. „Flesh of the Gods”
11. „Seawinds” (cover Accept)
12. „Swarzalbenheim”
13. „In the Desert of Set”

### CD2
1. „The Wings of the Hydra”
2. „Asgård”
3. „The Secret of the Runes”
4. „The Rise of Sodom and Gomorrah”
5. „Summernight City” (cover ABBA)
6. „Beauty in Black”
7. „Seven Secrets of the Sphinx”
8. „The Wine of Aluqah”
9. „The Raven of Dispersion”
10. „To Mega Therion”
11. „Cults of the Shadow”

## Twórcy albumu
- Christofer Johnsson – gitara prowadząca, gitara rytmiczna, wokal prowadzący
- Kristian Niemann – gitara prowadząca, gitara rytmiczna
- Johan Niemann – gitara basowa
- Sami Karppinen – perkusja

Ponadto:
- Sarah Jezebel Deva – sopran, wokal prowadzący
- Maria Ottoson – sopran
- Johanna Marlov – alt
- Anders Engberg – tenor, wokal prowadzący
- Petri Heino – baryton
- Risto Hamalainen – baryton